# Окно во двор
«Окно во двор» (англ. Rear Window, буквально «Заднее окно») — детективный кинофильм Альфреда Хичкока, снятый в 1954 году по одноимённому рассказу Уильяма Айриша. Главные роли исполнили Джеймс Стюарт, Грейс Келли и Телма Риттер.
Ныне считается одним из лучших и самых удачных фильмов Хичкока. Четыре номинации на премию «Оскар», входит в список 250 лучших фильмов по версии IMDb. Американским институтом киноискусства признан одним из величайших детективов и триллеров в истории.

## Сюжет
Профессиональный фотограф Эл Би Джеффриc "Джефф" (Джеймс Стюарт) шесть недель безвылазно сидит в одной из квартир дома в Гринвич Виллидж после перелома: его нога в гипсе от ступни до бедра. Его навещают сиделка Стелла (Телма Риттер), подруга-модель Лиза Фремонт (Грейс Келли) и изредка — его друг, полицейский. Окно спальни, в которой герой находится на протяжении всего фильма, выходит во двор. На улице жаркая погода и все окна открыты. Напротив видны комнаты соседей: пары молодожёнов, желающих скрыться и уединиться; композитора-пианиста, живущего в мансарде; женщины «мисс Одиночество» средних лет на первом этаже; пожилой пары, держащей собачку, которую они спускают погулять в корзинке на верёвочке; крупного почтенного мужчины коммивояжёра, ухаживающего за своей больной женой; девушки-балерины «мисс Талия» — светской львицы, которая, по словам подруги Эла Лизы, обладает главным женским умением «жонглировать волками» и «ощипывать гусей».
От нечего делать Джеф наблюдает за жизнью соседей по двору, для образности давая им свои имена. В результате этих наблюдений он неожиданно приходит к выводу о том, что в квартире коммивояжёра Ларса Торвальдса произошло убийство. Джефу показалось подозрительным, что Ларс несколько раз среди ночи в дождь выходил из квартиры с объёмистым чемоданом, после чего жена его пропадает.
Поначалу никто не верит Джеффрису, но постепенно ему удаётся убедить Лизу и Стеллу в справедливости своих подозрений. Его друг-полицейский не верит ему почти до самого конца, считая это фантазиями скучающего без работы журналиста. Джефф просит свою подругу проникнуть в квартиру Ларса. Она забирается в неё через окно, но хозяин неожиданно возвращается. Лиза спасается только благодаря вызову полиции. Из-за оплошности героев подозреваемый понял, откуда за ним следят, и в конце фильма приходит к Джеффу. Фотограф использует единственное доступное оружие — вспышку, затем завязывается борьба, но противник оказывается слишком силён. В результате Джеффрис выпадает из окна и ломает вторую ногу. Торвальдса в итоге задерживает полиция, и он признаётся в убийстве жены.
Помимо основного детективного сюжета в фильме развивается несколько побочных линий, связанных с жизнью соседей Джеффриса. Композитор, на протяжении картины мучительно сочиняющий нечто лирическое, в конце создаёт замечательную песню «Лиза» (так же зовут героиню фильма). Молодожёны, весь фильм не вылезавшие из спальни, начинают ссориться. К девушке-балерине, запросто крутившей головы состоятельных кавалеров, как своей талией, возвращается жених-солдат – невзрачный парень-очкарик, которого она радостно встречает. Композитор и одинокая дама с первого этажа находят друг друга: его мелодия отвлекает её от попытки самоубийства. Пожилая пара, у которой маньяк Торвальд убил собаку, заводят новую четвероногую любимицу.
В финале Джеффрис сидит перед окном с двумя гипсами: старым и свежим. У него ещё два месяца безделья. Рядом его невеста Лиза делает вид, что читает что-то серьёзное, а убедившись, что Эл заснул, открывает модный журнал.

## В ролях
- Джеймс Стюарт — Л. Б. Джеффрис
- Грейс Келли — Лиза Кэрол Фремон
- Телма Риттер — Стелла
- Уэнделл Кори — детектив Томас Дойл
- Рэймонд Бёрр — Ларс Торвальд
- Джудит Эвелин — мисс Одиночество
- Росс Багдасарян — композитор
- Джорджин Дарси — мисс Талия
- Ирен Уинстон — миссис Анна Торвальд
- Сара Бернер — жена, живущая над Торвальдами
- Фрэнк Кэди — муж, живущий над Торвальдами
- Альфред Хичкок — человек, заводящий часы в квартире композитора

## Создание

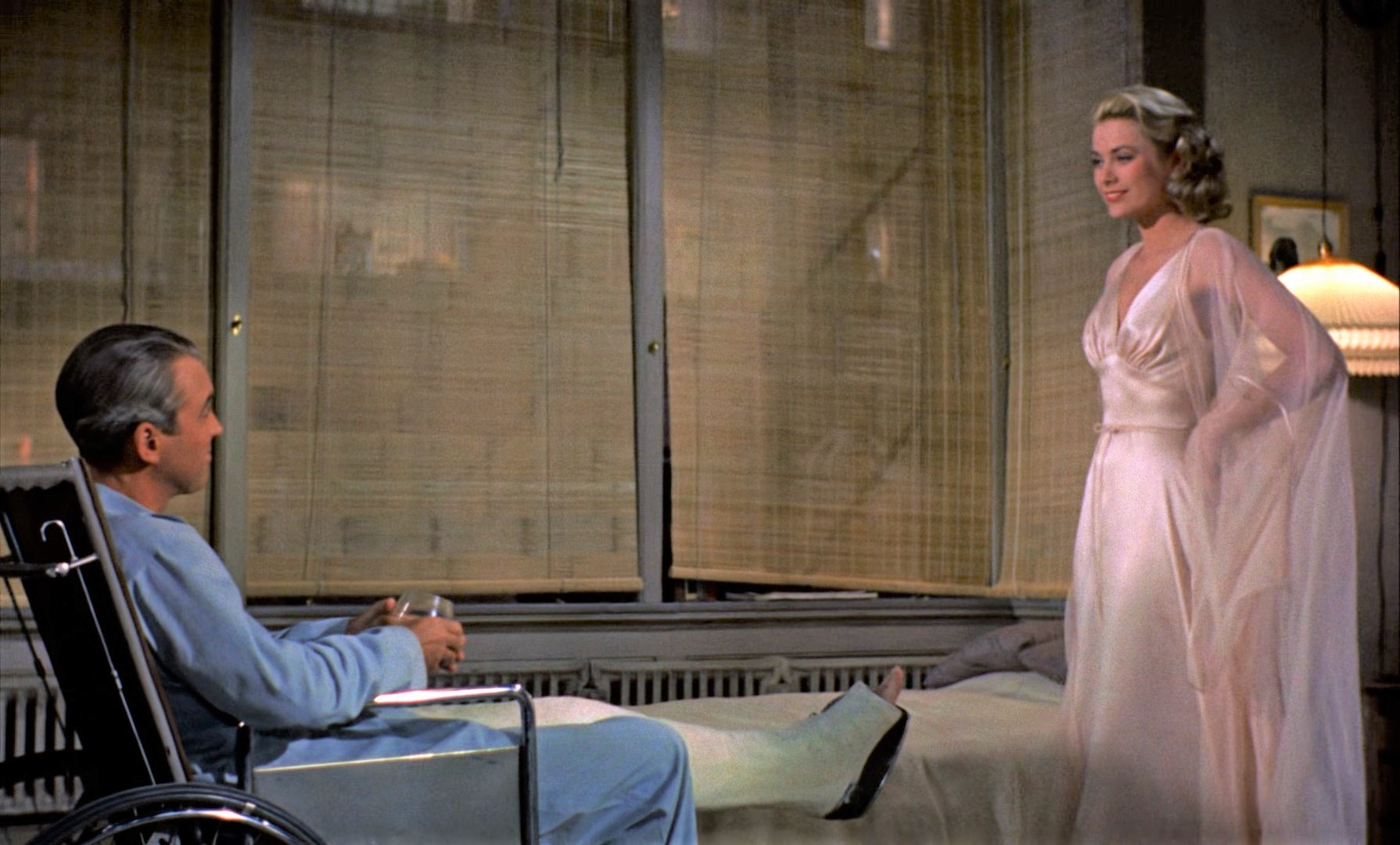
Сцена из фильма. Л. Б. Джеффрис (Джеймс Стюарт) и Лиза (Грейс Келли)

Павильонные декорации, использованные в фильме, на момент создания картины, были самыми большими, построенными на студии Paramount Pictures. Павильон был построен по модели реально существующего в Нью-Йорке двора.
Прообразом для любовных отношений главного героя и его девушки стал роман знаменитого фотографа Роберта Капы и актрисы Ингрид Бергман.
Интерьер квартиры главного героя повторяет обстановку квартиры другого знаменитого американского фотографа Слима Ааронса.
Главный герой пользуется камерой Exakta VX с объективом Kilfitt Fern-Kilar f/5.6 400mm lens. Герой Джеймса Стюарта носит часы марки Tissot.
Это единственный фильм, в котором Грейс Келли можно увидеть с сигаретой.

## Критика
В киноведении фильм рассматривается как пример склонности Хичкока к использованию ограниченного пространства. Другим известным представителем в творчестве режиссёра такого рода является работа «Верёвка», снятая по пьесе и поставленная в пределах одной квартиры. Здесь, как и в фильме «Окно во двор», сюжет развивается в соответствии с классическим принципом единства места, времени и действия. По наблюдению польского киноведа Болеслава Михалека, такие эксперименты объясняются тем, что Хичкок вообще был предрасположен к постановке и решению сложных технических задач, которые к тому же основываются на использовании «ограниченного материала». Михалек приводит ряд произведений, которые, по его мнению, также являются своего рода техническими опытами, обогатившими искусство и созданными посредством некоторых самоограничений. К их числу он относит фильмы «Приговорённый к смерти бежал» Робера Брессона и «Поезд» Ежи Кавалеровича, Концерт для фортепиано D-dur (для левой руки) с оркестром Мориса Равеля, монопьесу «Человеческий голос» Жана Кокто. С такой постановкой вопроса не совсем была согласна советский киновед Янина Маркулан, отмечавшая, что для Хичкока подобное экспериментаторство не является определяющим: «Его цель всегда конкретна и утилитарна: как, каким образом лучше и сильнее всего можно воздействовать на зрителя, вызвать у него нужную реакцию в нужном месте, эффективнее всего провести сеанс гипноза».

## Значение в культуре
«Окно во двор» считается одним из классических фильмов мирового кино и стал источником для многих подражаний и цитат.
Под впечатлением от просмотра фильма Хулио Кортасар написал новеллу «Слюни дьявола», которая легла в основу фильма Микеланджело Антониони «Фотоувеличение».
В 1991 году была снята советская экранизация рассказа — «Окно напротив». В 1998 году был снят одноимённый ремейк. Режиссёр — Джефф Блекнер. В главных ролях снялись Кристофер Рив и Дэрил Ханна. В 2007 году был снят фильм «Паранойя» по мотивам фильма «Окно во двор».
Фильм спародирован в мультсериале «Симпсоны» в эпизоде «Барт тьмы». В сериале «Касл» сотая серия «Жизни других» снята по мотивам фильма «Окно во двор».
Сцена ожидания убийцы за закрытой дверью и звонка по телефону, который остаётся без ответа, процитирована в фильме братьев Коэн «Старикам тут не место». «Окно во двор» оказало сильнейшее влияние на Фрэнсиса Форда Копполу и Брайана Де Пальму, снявших позже триллеры «Разговор» и «Прокол» соответственно, наполненные отсылками к Хичкоку.

## Награды
- 1955 — Премия Эдгара Аллана По
  - Лучший художественный фильм — Джон Майкл Хэйс
- 1954 — Премия Национального совета кинокритиков США
  - Лучшая актриса — Грейс Келли

### Номинации
- 1955 — Премия «Оскар»
  - Лучшая операторская работа — Роберт Бёркс
  - Лучший режиссёр — Альфред Хичкок
  - Лучшая звукозапись — Лорен Райдер
  - Лучший сценарий — Джон Майкл Хэйс
- 1955 — Премия BAFTA
  - Лучший фильм

### Последующее признание
- Национальный реестр фильмов (1997)
- Американский институт киноискусства:
  - 100 лучших американских фильмов за 100 лет (1998; 42-е место) и его обновлённая версия (2007; 48-е место)
  - 100 самых остросюжетных американских фильмов за 100 лет (2001; 14-е место)
  - 10 лучших детективных фильмов (2008; 3-е место)